# Yelena Taranova
Yelena Taranova (23 de agosto de 1961) es una deportista azerbaiyana que compitió en tiro adaptado. Ganó dos medallas en los Juegos Paralímpicos de Verano, plata en Sídney 2000 y bronce en Atenas 2004.

## Palmarés internacional
| Juegos Paralímpicos | Juegos Paralímpicos | Juegos Paralímpicos | Juegos Paralímpicos     |
| Año                 | Lugar               | Medalla             | Prueba                  |
| ------------------- | ------------------- | ------------------- | ----------------------- |
| 2000                | Sídney (Australia)  | Medalla de plata    | Pistola libre SH1 mixto |
| 2004                | Atenas (Grecia)     | Medalla de bronce   | Pistola de aire SH1     |